# La Désirade (roman)
 (juillet 2018).
Si vous disposez d'ouvrages ou d'articles de référence ou si vous connaissez des sites web de qualité traitant du thème abordé ici, merci de compléter l'article en donnant les références utiles à sa vérifiabilité et en les liant à la section « Notes et références ».
La Désirade est un roman de Jean-François Deniau publié en 1988.

## Résumé
Vers 1806 au Yucatán, Lafitte, 24 ans, matelot français, échappe à la pendaison et fuit en canot. Il est recueilli par des Hollandais négriers, remplace le capitaine, mort, et va à La Nouvelle Orléans. Il repart et est engagé par Gambio, pirate italien. 6 mois après, avec des marins de Gambio, il conquiert un brick qu'il nomme « La Désirade », se met à son compte et devient riche. Vers 1813 il engrosse Cynthia, fille du gouverneur de Louisiane, mais refuse sa main. Le général Jackson l'engage pour défendre La Nouvelle Orléans contre les Anglais et il réussit mais est expulsé quand même. Il crée une ville au Texas, mais elle est rasée à la suite d'une plainte du Mexique, le brick aussi. 
Vers 1830, il retrouve son fils Nick, 20 ans, dans l'Illinois et lui laisse 3 sacs d'or. 
Vers 1840, il rentre en Europe et donne un sac d'or à Marx pour publier son manifeste puis repart au Mexique.